# Fricasé de cerdo
El fricasé de cerdo, conocido popularmente como fricasé de chancho, o simplemente fricasé, es un plato tradicional de la región occidental de Bolivia y del departamento de Puno en Perú.

## Descripción
El fricasé de cerdo es un caldo picante que incluye trozos de carne de cerdo, chuño negro y mote de maíz. Se aliña con un aderezo de cebolla y ají panca, lo que le confiere un color rojizo.
Se encuentran diferentes variantes dependiendo de la región, siendo las más conocidas en Bolivia las preparaciones paceñas y cochabambinas. Las variaciones pueden incluir la adición de papa, uso mayoritario de uno u otro ají y diferentes ingredientes como pan molido o carne machada como espesantes.

## Origen
Se cree que el platillo es una creación local inspirada o derivada del tradicional fricasé francés, adaptando la preparación y los ingredientes a la disponibilidad de alimentos locales y usos y costumbre de la época colonial y republicana.

## Tradiciones
Es un plato típico en la ciudad de La Paz, y su preparación y consumo forman parte de las celebraciones de año nuevo en muchas ciudades de Bolivia, es comercializado como plato reparador contra las resacas, en las fiestas de fin de año los eventos de festejo suelen promocionarse incluyendo un plato de "fricasé al amanecer" como parte de los servicios.

## Patrimonio de Bolivia
En 2014, mediante ley municipal el plato fue declarado patrimonio cultural de la ciudad de La Paz, junto a otras preparaciones como el api, chairo paceño, chocolate, helado de canela, k’isitas y la llajwa entre las 22 recetas incluidas en la normativa.